# Донаньи, Кристоф фон
Кристоф фон Дона́ньи (нем. Christoph von Dohnányi; род. 8 сентября 1929, Берлин) — немецкий дирижёр. Внук Эрнста фон Донаньи, сын Ганса фон Донаньи, брат Клауса фон Донаньи.
Среднее образование получил в лейпцигской школе Святого Фомы, пел в хоре Святого Фомы. После Второй мировой войны изучал в Мюнхене право, однако в 1948 году перевёлся в Мюнхенскую консерваторию, изменив, таким образом, профессии отца ради профессии деда. Ещё в студенческие годы работал репетитором Мюнхенской оперы. В дальнейшем продолжил образование во Флоридском университете у своего деда. С 1953 года работал дирижёром-репетитором во Франкфуртской опере. В 1957—1963 годах фон Донаньи возглавлял Любекскую оперу, в 1968—1977 годах Франкфуртскую, в 1977—1984 годах Гамбургскую — в двух последних случаях сочетая должности главного дирижёра и директора (нем. Intendant). В 1964—1969 годах Донаньи был первым главным дирижёром Симфонического оркестра Кёльнского радио, в 1984—2002 годах возглавлял Кливлендский оркестр, с которым записал, в частности, все симфонии Бетховена, Шумана и Брамса. В 1997—2008 годах занимал пост главного дирижёра лондонского оркестра Филармония, с которым, помимо симфонических концертов и записей, осуществил ряд оперных постановок в парижском Театре Шатле — в частности, «Царь Эдип» Стравинского, «Моисей и Аарон» Шёнберга, «Гензель и Гретель» Хумпердинка. Одновременно в 1998—2000 годах фон Донаньи был музыкальным руководителем Оркестра Парижа, а с 2004 года возглавлял Симфонический оркестр Северогерманского радио.
Первой женой фон Донаньи была певица Анья Силья.